# Pterostichus texanus
Pterostichus texanus är en skalbaggsart som beskrevs av Leconte 1863. Pterostichus texanus ingår i släktet Pterostichus och familjen jordlöpare. Inga underarter finns listade i Catalogue of Life.